# دیوید گیتس
دیوید گیتس (انگلیسی: David Gates؛ زادهٔ ۱۱ دسامبر ۱۹۴۰) یک موسیقی‌دان اهل ایالات متحده آمریکا است. وی از سال ۱۹۵۷ میلادی تاکنون مشغول فعالیت بوده‌است.